# Lensky, Sakha
Huyện Lensky (tiếng Nga: Ленский улус) là một huyện hành chính tự quản (raion), của Cộng hòa Sakha, Nga. Huyện có diện tích 77596 kilômét vuông, dân số thời điểm ngày 1 tháng 1 năm 2000 là 4700 người. Trung tâm của huyện đóng ở Lensk.